# ČSD-Baureihe EMU 29.0
Die Triebwagen der ČSD-Baureihe EMU 29.0 (seit 1988: Baureihe 405.95) waren elektrische Zahnradbahntriebwagen ohne Adhäsionsantrieb der einstigen Tschechoslowakischen Staatsbahn ČSD, welche für die in der Hohen Tatra gelegene Zahnradbahn Štrba–Štrbské Pleso beschafft wurden.

## Geschichte
Die drei Triebwageneinheiten wurden 1969 von der Schweizerischen Lokomotiv- und Maschinenfabrik SLM in Winterthur geliefert. Sie entsprachen weitgehend gleichartigen Fahrzeugen, wie sie vorher schon für die Arth-Rigi-Bahn in der Schweiz gefertigt worden waren.
Die Triebwagen verkehrten zusammen mit je einem antriebslosen, aber sonst weitgehend baugleichen Steuerwagen der Baureihe R 29.0 (heute: 905.95), der bergwärts eingereiht war. In verkehrsschwachen Zeiten war auch ein Solobetrieb möglich. Für einen schnellen Fahrgastwechsel erhielten die Fahrzeuge jeweils drei Türen an nur einer Seite. Auffällige Unterschiede zu den Wagen der Arth-Rigi-Bahn waren die geraden Stirnwände zwischen Trieb- und Steuerwagen mit Faltenbalgübergang. Beides führte zu einem geschlossenen Aussehen der Triebwageneinheiten und der Wagenübergang konnte von Reisenden benutzt werden. Die Wagen waren mit +GF+-Kupplungen ausgerüstet, die jedoch die Druckluft- und elektrischen Verbindungen nicht mitkuppelten.
Die drei Einheiten gelangten 1993 zur slowakischen ŽSR, heute: Železničná spoločnosť Slovensko (ZSSK) und waren bis Juli 2020 auf ihrer Stammstrecke im Einsatz, bevor diese zur Kompletterneuerung abgetragen wurde und auch neue Triebwagen beschafft wurden. Für eventuelle Verstärkerzüge bzw. zur musealen Erhaltung waren damals zwei Einheiten vorgesehen. 2022 waren diese allerdings im Depo Poprad abgestellt. Gegen einen Mischbetrieb mit den Neubautriebwagen spricht allerdings die nunmehr höhere Fahrplangeschwindigkeit und der teilweise verdichtete Fahrplan ohne Kreuzungsmöglichkeiten auf der Zahnstangenstrecke. 
Im Oktober 2018 bestellte die ZSSK fünf neue elektrische Zahnradtriebzüge bei Stadler Rail/Schweiz, welche die nunmehr 50 Jahre alten Fahrzeuge ablösten. Diese erhielten die Reihenbezeichnung 495.95 und verkehren seit dem 16. Februar 2022 planmäßig auf der Zahnstangenstrecke Štrba–Štrbské Pleso.